# 사키 (만화)
《사키-Saki-》(咲-Saki-)는 일본의 만화작가 코바야시 리츠(小林立 고바야시 리쓰[*])가 2006년부터 만화잡지 영 간간에서 마작을 주제로 연재하는 만화다. 2021년 1월 시점에서 시리즈 누계 발행 부수는 1000만 부를 돌파했다.
TV 애니메이션으로 만들어져 2009년 4월부터 9월까지 방영되었고, 2012년에 후속편이 방영되었다.

## 개요
마작을 다루는 이야기여서 도박을 떠올릴 수 있겠지만, 본 작품에서는 여고생이 전국 제패를 목표로 마작을 두면서 성숙해가는 모습을 그려내, 스포츠 장르에 가까운 내용으로 되어 있으며, 백합적인 성격을 지닌다.

## 줄거리
어릴 적부터 마작을 두었지만, 어떠한 사연으로 마작을 싫어하게 된 미야나가 사키는, 소꿉친구인 스가 쿄타로를 따라 마작부에 들어가게 된다. 처음에는 별 흥미를 보이지 않았지만, 중학교 마작대회 우승자였던 하라무라 노도카를 만나게 되면서 마작을 다시 즐기게 된다. 이렇게 쿄타로를 제외한 5명이 모두 모이게 된 마작부는, 이제 전국대회 제패를 목표로 하고 있다.

## 등장인물
- 등장인물 이름은 원작을 참고하여 표기하였다. 국립국어원의 일본어 표기법도 참고로 표기하였다.

### 키요스미 고등학교
마작으로는 잘 알려지지 않은 공립학교다. 마작을 두는 학생 대부분이 카제코시 여자 고등학교를 비롯한 이름 있는 학교로 가다보니, 마작 부원이 거의 없어서 히사가 부에 들어갔을 때에는 부가 페부되기 직전이었다. 히사의 노력 끝에, 마코와 노도카, 유키, 마지막으로 사키가 부에 들어오게 되고, 여자 단체 예선전에 참가하게 된다. 그뿐만 아니라 사키의 역전으로 예선전을 통과하게 되어 전국 대회도 치르게 되었다.
미야나가 사키(宮永 咲)
성우 - 우에다 카나, 배우 - 하마베 미나미
이작품의 주인공. 1학년으로 단발머리에 수줍음이 많고, 자주 넘어질 정도로 덜렁거린다. 어릴 적부터 가족과 함께 마작을 두었지만, 가정불화로 어머니가 언니인 미야나가 테루를 대리고 도쿄로 가버리는 바람에 마작을 싫어하게 됐다. 현재 아버지와 같이 지내고 있는 상태. 언니인 테루 역시 뛰어난 마작 실력을 지니고 있지만 무슨 사연이 있는지는 몰라도 자신에게 동생이 있다는 사실을 부정하고 있다. 이때문에 마작을 싫어하게 되어 대국시 점수를 ±0으로 만드는 습관이 생겼다. 작중 초반부에 소꿉친구인 쿄타로를 따라 마작부에 들어와 즐겁게 즐기는 마작의 재미에 눈을 뜬 이후부터 본격적으로 마작부 동료들과 전일본 고등학교 마작대회(인터하이)에 참여하게 된다. 현예선전부터 뛰어난 실력을 보여주며 주목을 받는데, 특히 현대표 선발 결승전에서 류몬부치 고교의 대장으로 나온 '아마에 코로모'를 압도하는 마작실력을 보여주었다. 자신의 이름과 같은 뜻을 지닌 영상개화를 주특기로 한다.
하라무라 노도카(原村 和)
성우 - 코시미즈 아미, 배우 - 아사카와 나나(SUPER☆GiRLS)
사키와 같은 1학년 학생. 가슴 사이즈가 크다는 특징을 지녔다. 중학교 시절 전국대회 개인전 우승한 경력 때문에 전국적으로 유명인이며, 인터넷 마작게임상에서도 '노도치'라 닉네임으로 엄청난 승률을 남겨 전설적인 인물로 불리고 있다. (노도카가 '노도치'라는 사실을 극소수의 사람만 알고 있다.) 효율성을 중시한 디지털 타법을 구사하며 빠르게 치고 빠지는 단기전술이 특기. 실제 마작을 컴퓨터 게임 화면처럼 생각하며 두기 때문에 다른 사람의 기색에 영향을 미치지 않는다. 처음에는 마작을 싫어하는 사키를 미워했지만, 사키의 사정을 알게 된 이후로는 서로 전국 대회로 나가자는 약속을 할 정도로 친해진다. 작중 묘사에 따르면 성별의 넘어선 사랑의 감정을 가졌다는 묘사가 두드러진다. 현예선 대비 합숙때 부장인 히사의 권유로 마작을 할 때마다 에토펜이라는 펭귄 봉제인형을 안고 마작을 두게 되었는데, 신기하게도 인테넷 마작을 둘때 만큼의 실력을 발휘할 수 있게 되었다. 참고로 나이 상관없이 높임말을 쓰는데 노도카네집이 상당한 부잣집이라 예절교육을 철저하게 받은 것으로 보인다.
카타오카 유키(片岡 優希 가타오카 유키[*])
성우 - 쿠기미야 리에, 배우 - 히로타 아이카(시리츠에비스추가쿠)
사키 & 노도카와 같은 1학년. 중학교 때부터 노도카와 마작을 함께한 친구다. 활발하고 낙천적인 성격에, 타코를 매우 좋아하며, 게임 도중 타코를 먹는 장면이 자주 등장한다. 학교 식당에 타코가 있어서 이 학교로 진학했다고 할 정도다. 교복에다 항상 유키의 기분을 나타내주는 고양이 액세서리를 차고 다닌다. 쿄타로에게 관심을 자주 보이지만, 정작 쿄타로는 별 관심이 없다. 주특기는 속공형으로 초반의 동장전에는 빠른 속도로 놀라운 실력을 보여주지만, 후반부 남장전부터 실력이 매우 낮아진다. 이러한 약점이 공략되어 현예선 개인전 동장전에는 압도적인 1위를 하였지만 남장전 이후엔 하위로 급추락 하였다. 또한 산수에 약해 점수계산을 잘 못하는데, 합숙때 히사의 메뉴얼에 의하여 산수문제집을 집중적으로 풀정도로 심각.
소메야 마코(染谷 まこ)
성우 - 시라이시 료코, 배우 - 야마다 안나
2학년. 안경을 썼으며 히로시마 사투리를 구사한다. 할아버지가 마작 잔쇼를 운영(애니메이션 기준)했던 영향으로 그곳에서 마작을 배웠다. 본래 마작 실력이 좋은편은 아니지만, 마작을 할 때에는 안경을 벗어 지금까지 봐왔던 모든 대국의 패보를 기억 - 비슷했던 대국의 이미지를 떠올려 그에 맞는 전술을 구사하는게 특기. 그러나 초보 마작사와의 대국경험이 거의 없어 초보가 있는 대국에는 이 특기를 제대로 발휘할 수 없다.
타케이 히사(竹井 久 다케이 히사[*])
성우 - 이토 시즈카, 배우 - 후루하타 세이카
3학년으로 키요스미 고교 마작부의 부장. 예전 이름은 우에노 히사였다. 학생회장도 겸하고 있는데, 학생들에게 신망이 두텁다. 본인은 학생회장이 아닌 '학생의회장'이라 칭하고 있다. 마작부에서는 자유분방하고 느긋한 성격에 상대방의 마음과 생각을 완전히 꿰뚫어보는 능력을 지닌 부장이다. 사키의 ±0의 능력을 발견한 것과 노도카에게 에토펜을 품는 것을 권유한 것도 모두 히사의 노림수. 1학년 때부터 사라지기 직전이었던 마작부를 홀로 지켜오다, 3학년이 되어서야 드디어 처음으로 단체예선전에 출전하게 되었다. 주특기는 파격적인 스타일의 나쁜 대기와 심리전을 통한 상대방 교란하는 전술. 노도카에겐 비효율적인 마작을 둔다고 지적을 많이 받았다.
스가 쿄타로(須賀 京太郎 스가 교타로[*])
성우 - 후쿠야마 준
사키 & 유키 & 노도카와 같은 1학년 학생. 마작부의 유일한 남성부원이다. 유일한 남성부원인 만큼 힘든 일은 모두 자신이 맡고 있다. 사키와는 소꿉친구로서 사키를 마작부에 끌어들인 역할을 했으나, 정작 본인은 이제야 입문 단계를 넘어선 왕초보. 이성에게 약해, 자신의 이상형과 귀여운 여성을 보는 것만으로도 흐뭇해한다. 하라무라 노토카를 좋아하는 듯 하나 후쿠지 미호코에게도 관심을 보인다. 남자부 개인전에서, 1회전에 일찌감치 떨어지기도 하였다(애니판 21화).

### 류몬부치 고등학교
작년 단체예선전 우승한 학교로, 금년도 현 대회 단체전 우승의 최유력 후보라고 주목받고 있는 사립고교다. 작년의 단체전에 출전했던 멤버 그대로 출전하였고 모두 2학년이다.
류몬부치 토카(龍門渕 透華)
성우 - 치하라 미노리, 배우 - 나가오 마리야
2학년. 류몬부치 가문의 딸이자 코로모와 사촌관계로 할아버지가 류몬부치 고등학교 이사장이다. 따로 언급하지는 않았지만 실질적으로 류몬부치 고등학교 마작부에서 리더로 활동하고 있다. 눈에 띄는 것에 많은 신경을 쓰다보니 효율성보다 일단 관객들에게 눈에 띄는 것을 우선시한다. 남들에게 주목받는 노도카를 라이벌로 생각중. 류몬부치 고교의 인터하이 진출을 위하여 전국에서 뛰어난 실력을 지닌 인물들을 스카웃해 지금에 이르게 되었다. 일찍 부모를 잃은 코로모를 친동생처럼 소중하게 여기며 다른 부원들에게도 꽤나 신뢰를 얻고 있다. 특이하게 기분이 좋을 때마다 까치머리가 원을 그리며 움직인다. 특기는 노도카와 같은 디지털 타법으로 단기전술을 구사한다. 여담으로 탁구도 수준급으로 잘함.
이노우에 준(井上 純)
성우 - 카이다 유코, 배우 - 코시노 에나
2학년. 겉보기에는 남자처럼 생겼으나 분명 여성이며, 상당한 장신이다. 주특기는 흐름에 중시하는 마작. 이해하기 힘든 울음(치, 퐁, 깡)으로 상대의 손패를 망치게 하고, 대전 상대의 손패의 진보를 기색으로 감지하는 능력을 지녔다. 여담으로 작중에 먹는 장면이 자주 등장하며 대국중에 반드시 가부좌를 튼다.
쿠니히로 하지메(国広 一)
성우 - 시미즈 아이, 배우 - 시바타 쿄카
2학년. 토카의 전속 메이드. 토카와는 달리 눈에 띄는 것을 싫어한다. 왼쪽 뺨에 별모양의 타투를 붙이고 있으며, 항상 옷을 아슬아슬하게 입고 다니는게 특징. 아버지가 마술사였는데, 초등학교 마작부 시절 대회에 출전하여 아버지에게 약간 배운 마술사로서의 속임수(손놀림)를 이용해 패 바꿔치기를 하다가 발각되어 강제 폐퇴 당하였다. 봉인은 이일이 상당한 트라우마였는지 한동안 마작을 두지 않았는데, 중학교 3학년 때 직접 자신을 찾아온 토카에 의하여 스카웃 되었다. 토카에 의하여 마작을 둘 때 속임사용을 방지하기 위하여 위해 손에 사슬을 착용한다. (본인은 절대로 속임수를 사용할 생각은 없지만 일종의 굳은 마음가짐을 상징하는 의미로 착용하는 것으로 보임) 순수하게 자신의 실력을 평가해준 토카에게 우정이상의 감정을 가지고 있다.
사와무라 토모키(沢村 智紀)
성우 - 오오하시 아유루, 배우 - 카네코 리에
2학년. 특별한 타법을 구사하지는 않지만 토카와 비슷한 데이터형 마작을 치는 것으로 추측된다. 항상 노트북을 소지하고 있으며 거기에 상대방의 테이터를 저장하여 분석하는듯 하다. 말수가 적어 대사가 거의 없다. 마코와 비슷하게 초보가 낀 대국에서는 실력을 발휘하지 못한다.
아마에 코로모(天江 衣)
성우 - 후쿠하라 카오리, 배우 - 기쿠치 마이
2학년. 토카와는 사촌관계다. 노란색 긴생머리에 토끼귀와 같은 빨간 액세셔리(머리띠)를 머리에 착용한게 특징. 나이에 비해 매우 어려보이는데 그림책을 읽어주어야 잠이 드는 등 도저히 고등학생 2학년이라는 것이 믿어지지 않는다. 그래서 어린이 취급을 많이 당하는데 '애', '어린이'(일본어: こども 코도모[*], 코로모와 발음이 유사하다. 일종의 말장난.)라는 말에 과잉반응을 보인다. 그녀에게도 남다른 사정이 있었는데 바로 부모를 일찍 잃고 사교성이 약해 고독한 삶을 지내왔다는 것. 그러나 이런 모습과는 달리 마작에선 엄청난 실력을 보여주는 실력자로 작년 예선에서 최다 점수를 기록하였으며, 프로 마작사인 후지타 야스코를 이긴적도 있다. 마작게임을 하는 게 아니라 지배한다고 해도 과하지 않을 정도로 그녀와 게임을 함께 하는 사람 모두 텐파이 확률이 비정상적으로 내려가고 사키의 영상개화와 같이 해저로월을 연속적으로 만들어낸다. 남의 손패의 대략적인 가치를 파악할 수 있는 능력을 지니고 있다. 해저모월을 주특기로 하기 때문에, 보름달이 뜰 때 최고의 컨디션이 찾아온다고 한다.
하기요시(ハギヨシ)
성우 - 오노 다이스케, 배우 - 타마키 유키
토카의 유능한 집사. 뛰어난 재봉실력을 지녔고 마작을 할 줄 안다. 동작이 매우 빨라 마치 순간이동을 하는 듯 하다.
스기노 아유무(杉乃 歩)
성우 - 나가타 요리코
1학년, 코로모가 없을 때 대신 맡아 준 류몬부치 가문의 메이드. 항상 덜렁거리고 벌벌 떠는 성격. 애니메이션에서만 등장하였다.

### 카제코시 여자 고등학교
작년엔 류몬부치에 패배했으나, 재작년까지만 해도 6년 연속 우승 기록을 수립해 현내 마작으로 유명한 명문사립교. 금년 대회에는 다시 재부활 할 것이라는 기대가 걸려있는 학교다. 부원이 자그마치 80명이나되고, 독특한 교내 랭킹 제도를 지니고 있다.
후쿠지 미호코(福路 美穂子)
성우 - 호리에 유이, 배우 - 카무라 마미
3학년, 카제코시 여고에서 리더(캡틴) 역할을 하고 있으며 교내 랭킹 1위다. 항상 감고 다니는 눈은 파란색이고 반대편 눈은 갈색인데 눈이 파랗다는 것에 컴플렉스가 있는 듯하다. 마작 외에 여러 잡무를 혼자 스스로 맡아서까지 후배들에게 연습하는 시간을 확보해주고, 성격도 좋아 부원으로부터의 신뢰가 매우 두텁다. 눈물이 많은 편이고 자신의 도시락을 상대팀인 유키에게도 나눠줄 정도로 마음씨가 좋다. 하지만 디지털 기기를 잘 다루지 못해 큰 사고 날뻔한 적도 있다. 마작 승부시에는 평상시 감고 있는 눈을 뜬다. 마작을 둘 때 게임의 진행상태와 상대의 손패를 예측하고 상대의 집중을 방해하거나 남을 이용해 자신의 페이스로 이끄는 등 일종의 독심술을 이용한다. 히사에게 고전한 적이 있고 자기의 컴플렉스인 눈에 관한 칭찬을 들어서인지 그녀를 자주 의식한다.
분도 세이카(文堂 星夏)
성우 - 마타요시 아이, 배우 - 히구치 유즈
1학년, 실눈의 단발머리에 마른 체형이고 키가 크다. 본래 교내 랭킹이 78위였지만 미호코의 관심에 자극을 받았는지 2개월만에 5위까지 올려 예선전에 참가하게 된다.
요시토메 미하루(吉留 未春)
성우 - 칸자키 치로, 배우 - 요시자키 아야
2학년, 마작부 입부 당시에는 교내 랭킹이 낮았으나, 미호코가 안경을 써보길 권유한 이후로 랭킹이 상승하기 시작해 레귤러 선수로 발탁되었다. 카나를 자신의 우상으로 생각하며, 개인전에서도 카나를 전국대회로 올리려 애쓸 정도로 카나를 진심으로 생각하고 있다.
후카보리 스미요(深堀 純代)
성우 - 사이가 미츠키, 배우 - 호시나 미즈키
2학년, 체형이 크고 말수가 매우 적다.
이케다 카나(池田 華菜)
성우 - 모리나가 리카, 배우 - 타케다 레이나
2학년, 교내 랭킹 2위이고 생김새와 행동이 고양이같다. 리더(캡틴)인 미호코를 존경해 그녀에게 칭찬을 받는 것을 좋아하고 슬퍼하는 것을 싫어한다. 그리고 예선전에서 이겨 그녀가 전국대회에 나가기를 진심으로 바라는 듯 코로모와 같이 거의 마물이나 다름없는 상대에게도 기죽지 않고 최선을 다해 싸운다.
쿠보 타카코(久保 貴子)
성우 - 야마다 미호, 배우 - 사노 히나코
카제코시 여고 마작부의 졸업생 코치. 매우 엄격하며 스파르타식 교육을 시킨다. 작년 팀을 격하게 아꼈으나 결국 류몬부치에게 패배하자, 작년 팀 출신인 미호코와 카나에게는 더욱 엄격하게 대한다.

### 츠루가 학원
키요스미 고등학교와 같이 무명교. 예선 1개월 전까지 멤버가 부족했지만, 부장이 힘을 써서 무사히 단체예선전에 출전하게 되고 결승까지 오르게 된다.
카지키 유미(加治木 ゆみ)
성우 - 코바야시 유, 배우 - 오카모토 나츠미
3학년, 단체전의 참가를 위해 멤버를 모아 왔다. 평상시는 냉정한 성격이지만 모모코를 입부시키기 위해 모모코의 교실에 바로 뛰어드는 등, 적극적인 면도 있다. 그런 성격때문인지 야스코에게 부장으로 오해 받기도 하였다. 항상 전략적인 마작을 둔다. 결승전에서 사키에게 환상을 심어놓아 기를 꺾은 적도 있다.
칸바라 사토미(蒲原 智美)
성우 - 쿠와타니 나츠코, 배우 - 오니시 아구리(X21)
3학년, 마작부의 부장이고 카오리와는 소꿉친구 관계다. 거의 항상 입을 벌리고 있으며, '와하하-'라는 특유의 웃음소리를 지니고 있다.
세노오 카오리(妹尾 佳織)
성우 - 신타니 료코, 배우 - 나가사와 마리나
2학년, 아직 초보이지만 인원수가 부족해 결국 사토미의 권유로 참가하게 되었다. 초보인만큼 마작을 이례적이고 독특한 방법으로 둔다. 어설프지만 운이 좋은 듯 단체전에서는 사암각, 개인전에서는 국사무쌍, 합숙때에는 녹일색 역만을 만들어냈다.
츠야마 무츠키(津山 睦月)
성우 - 나나자와 신, 배우 - 야마치 마리
2학년, 후에 부장이 된다(애니메이션 24화 참고).
토요코 모모코(東横 桃子)
성우 - 사이토 모모코, 배우 - 아노(유루메루모!)
1학년, 우연히 학내 서버의 인터넷 마작에 참가하게 되는 것을 계기로 유미에 의해 스카우트되어 입부하게 되었다. 아무도 의식하지 않던 자신을 찾아 입부시켜준 유미에게는 감사를 넘어 매우 존경하고 있다. 마작을 둘 때 '스텔스 모모'라고 판타지에나 나올 법한 기술로 그녀뿐만 아니라 그녀와 관련된 패들이 남들에게는 전혀 의식되지 않게 만든다. 하지만 실제 마작을 컴퓨터 게임의 마작 화면으로 자각하는 일명 '디지털법'에는 '스텔스 모모'가 먹히지 않는다. 그래서 '디지털법'을 주특기로하는 노도카와 개인전에서 처음으로 '디지털법'을 사용한 사키에게 당하게 된다.

### 미야모리 여학원
마작부원 전원이 3학년이다.
아네타이 토요네(姉帯 豊音)
성우 - 우치다 마아야, 배우 - [[]]
3학년, 포지션은 대장(5번 주자)이며, 작중 최장신으로 키 197cm이며 이는 남자라 하더라도 상당한 장신이다.
우스자와 사네(臼沢 塞)
성우 - 사토 리나, 배우 - [[]]
3학년, 마작부 부장이며 포지션은 부장(4번 주자)이다.
카쿠라 쿠루미(鹿倉 胡桃)
성우 - 토요타 모에, 배우 - [[]]
3학년, 포지션은 중견(3번 주자)이다. 키 130cm이며 아네타이 토요네와는 상반되는 단신이다.
에이슬린 위셔트(틀:Ruby-en)
성우 - 미즈노 마리코, 배우 - [[]]
3학년, 포지션은 차봉(2번 주자)이다. 일본인이 아닌 뉴질랜드인이다.
코세가와 시로미(小瀬川 白望)
성우 - 토요타 모에, 배우 - [[]]
3학년, 포지션은 선봉(1번 주자)이다.

### 기타 인물
후지타 야스코(藤田 靖子)
성우 - 아사노 마스미
현내의 유명 프로 작사로, 카츠동(돈까스 덮밥)을 매우 좋아한다. 현 예선에서 해설위원을 맡았다.
대회 아나운서
성우 - 시라이시 미노루
난포 카즈에(南浦 数絵)
성우 - 산페이 료코
애니메이션 오리지널 캐릭터로, 무명 학교인 히라타키 고등학교 1학년. 남장에 특히 강한 모습을 보이고 있다.

## 단행본
스퀘어 애닉스의 만화잡지 영 간간에서 2006년 4월부터 연재되기 시작했다. 단행본은 2012년 6월 현재 총 10권까지 발매되었으며, 일본 이외에는 대한민국의 학산문화사가 학산코믹스 레이블로 한국어로 정식 번역하여 출간하고 있다. 이외에도 홍콩, 대만 등지에서도 각지의 언어로 번역 출간되었다. 한국어 정식 번역판의 역자는 서현아다.
- 제1권
  - 일본: 2006년 12월 25일 발매, ISBN 978-4-7575-1782-0
  - 대한민국: 2008년 2월 5일 발매, ISBN 978-89-258-0758-4
- 제2권
  - 일본: 2007년 5월 25일 발매, ISBN 978-4-7575-2019-6
  - 대한민국: 2008년 3월 15일 발매, ISBN 978-89-258-0760-7
- 제3권
  - 일본: 2007년 11월 24일 발매, ISBN 978-4-7575-2164-3
  - 대한민국: 2008년 4월 14일 발매, ISBN 978-89-258-0962-5
- 제4권
  - 일본: 2008년 6월 25일 발매, ISBN 978-4-7575-2316-6
  - 대한민국: 2008년 8월 27일 발매, ISBN 978-89-258-1684-5
- 제5권
  - 일본: 2009년 3월 25일 발매, ISBN 978-4-7575-2517-7
  - 대한민국: 2009년 6월 25일 발매, ISBN 978-89-258-3049-0
- 제6권
  - 일본: 2009년 7월 25일 발매, ISBN 978-4-7575-2623-5
  - 대한민국: 2009년 10월 15일 발매, ISBN 978-89-258-3638-6
- 제7권
  - 일본: 2010년 4월 24일 발매, ISBN 978-4-7575-2859-8
  - 대한민국: 2010년 8월 15일 발매, ISBN 978-89-258-4999-7
- 제8권
  - 일본: 2011년 6월 25일 발매, ISBN 978-4-7575-3272-4
  - 대한민국: 2011년 10월 25일 발매, ISBN 978-89-258-7078-6
- 제9권
  - 일본: 2012년 3월 24일 발매, ISBN 978-4-7575-3537-4
  - 대한민국: 2012년 8월 25일 발매, ISBN 978-89-258-8830-9
- 제10권
  - 일본: 2012년 6월 25일 발매, ISBN 978-4-7575-3635-7
  - 대한민국: 2012년 10월 25일 발매, ISBN 978-89-258-9457-7

## TV 애니메이션
2009년 4월 시즌부터 곤조에서 제작하여 TV도쿄 계열의 방송국에서 2009년 9월까지 방영되었다. 곤조가 14화까지 제작 도중 주식상장 폐지 등 자금난으로 인해 제작을 포기하고 15화부터는 픽처 매직에서 제작하였다. 다만 기존 제작을 담당했던 곤조 제5스튜디오의 스태프 진이 이와 함께 픽처 매직으로 이동하였기 때문에, 제작사는 바뀌었지만 스태프에 있어서는 별다른 변화는 없었다.

### 주제가

#### 오프닝 테마
1기 - Glossy：MMM
작사 - 하타 아키
작곡·편곡 - 니지네
노래 - 하시모토 미유키
2기 - bloooomin'
작사·작곡 - Little Non
편곡 - Little Non, 안도우 타카히로
노래 - Little Non

#### 엔딩 테마
1기 - 열렬환영 원더랜드(熱烈歓迎わんだーらんど)
작사 - 하타 아키
작곡 - 후쿠모토 코시로
편곡 - 안도 타카히로(GloryHeaven)
노래 - 미야나가 사키, 하라무라 노도카, 카타오카 유키, 타케이 히사, 소메야 마코
(성우 - 우에다 카나, 코시미즈 아미, 쿠기미야 리에, 이토 시즈카, 시라이시 료코)
20화에서는 삽입곡으로 사용되었다.
일부엔딩 - 잔혹한 소원중에서(残酷な願いの中で)
작사 - 하타 아키
작곡 - rino
편곡 - 니지네
노래 - 미야나가 사키, 하라무라 노도카
(성우 - 우에다 카나, 코시미즈 아미)
2기 - 사각의 우주에서 기다리고 있어(四角い宇宙で待ってるよ)
작사 - 하타 아키
작곡·편곡 - 키노시타 토모야(GloryHeaven)
노래 - 미야나가 사키, 하라무라 노도카, 카타오카 유키, 타케이 히사, 소메야 마코
(성우 - 우에다 카나, 코시미즈 아미, 쿠기미야 리에, 이토 시즈카, 시라이시 료코)

## 실사 작품
실사화 프로젝트에서 드라마화와 영화화 예정이다. 함께 주연은 하마베 미나미이다.

### 텔레비전 드라마
2016년 12월에서 MBS・TBS계열의 드라마이즘에서 4화 방송 예정이다. 또한 2017년 1월에 단발 특별편이 방송되었다.

#### 스탭
- 원작: 코바야시 리츠
- 각본: 모리 하야시
- 음악: T$UYO$HI (The BONEZ)
- 마작지도: 케네스 토쿠 쿠로키 마사오 바바 유이치 / 바빌론
- 오프닝 곡: 키요스미 고교 마작부(하마베 미나미, 아사카와 나나(SUPER☆GiRLS), 히로타 아이카(시리츠에비스추가쿠), 후루하타 세이카, 야마다 안나)〈너에게 왈츠(きみにワルツ)[14]〉
- 엔딩 곡: 프레드릭 〈헬로 굿바이(ハローグッバイ)〉
- 제작사: 더블
- 제작: VAP AMUSE MBS A-Sketch DUB SQUARE ENIX
- 감독: 오누마 유이치

| MBS 드라마이즘 (월요일 0:50 - 1:20)  | MBS 드라마이즘 (월요일 0:50 - 1:20) | MBS 드라마이즘 (월요일 0:50 - 1:20) |
| 이전 작품                            | 작품명                              | 다음 작품                           |
| ------------------------------------ | ----------------------------------- | ----------------------------------- |
| 친애하는 민박님 (2016.10.24 ~ 2016.) | 사키-Saki- (2016.12.5 ~ 2016.)      | 호쿠사이와 밥만 있으면 (2017.1 ~ )  |
| TBS 드라마이즘 (수요일 1:28 - 1:58)  |                                     |                                     |
| 친애하는 민박님 (2016.10.26 ~ 2016.) | 사키-Saki- (2016.12.7 ~ 2016.)      | 호쿠사이와 밥만 있으면 (2017.1 ~ )  |

### 영화
2017년 2월 3일 개봉 예정되었다. 감독은 오누마 유이치, 각본은 모리 하야시.

#### 스탭
- 원작: 코바야시 리츠
- 각본: 모리 하야시
- 음악: T$UYO$HI (The BONEZ)
- 마작지도: 케네스 토쿠 쿠로키 마사오 바바 유이치 / 바빌론
- 오프닝 곡: 키요스미 고교 마작부(하마베 미나미, 아사카와 나나(SUPER☆GiRLS), 히로타 아이카(시리츠에비스추가쿠), 후루하타 세이카, 야마다 안나)〈너에게 왈츠(きみにワルツ)〉[14](Astro Voice)
- 엔딩 곡: 키요스미 고교 마작부〈NO MORE CRY〉(Astro Voice)
- 제작사: 더블
- 제작: VAP AMUSE MBS A-Sketch DUB SQUARE ENIX
- 감독: 오누마 유이치

### 아치가편 episode of side-A 실사판
스핀오프 작품 《사키 -Saki- 아치가편 episode of side-A》의 드라마와 영화가 제작된다. 드라마는 2017년 12월 총 4회 심야 드라마로 방송된다. 단발 특별편이 2018년 1월에 방송된 영화는 달부터 공개된다.